# Ferrovia Verona-Mantova-Modena
La ferrovia Verona-Mantova-Modena è una linea ferroviaria di proprietà statale che collega la città di Verona a Mantova e a Modena, attraversando la Pianura padana.
È gestita da Rete Ferroviaria Italiana, che la classifica come linea complementare. Il traffico passeggeri è servito da treni regionali Trenitalia e Trenitalia Tper.
Oltre alle tre città che danno il nome alla linea, le principali attraversate sono Carpi e Suzzara, mentre i nodi d'interscambio con altre linee sono presso le stazioni di Verona, Mantova, Suzzara, Quattro Ville (interconnessione AV/AC) e Modena.

## Storia

### La linea Verona-Sant'Antonio Mantovano
Nel giugno 1849, il Grande Regio Imperiale Commissario degli affari ferroviari del Lombardo-Veneto Luigi Negrelli aveva presentato al Ministero dei Lavori pubblici dell'Impero austriaco un progetto di una rete ferroviaria per il Regno. La sua idea prevedeva di dividere la lunga ferrovia Ferdinandea Milano-Venezia, a quel tempo in parte già completata e in parte in via di definizione progettuale, in due rami:
- il primo sarebbe passato per Peschiera, Desenzano, Brescia, Bergamo e Monza;
- il secondo sarebbe sceso verso Mantova e da lì avrebbe proseguito per Piadena, Cremona, Treviglio congiungendosi con la linea già costruita fra la cittadina bergamasca e Milano[2].

| Tratta                            | Inaugurazione    |
| --------------------------------- | ---------------- |
| Verona-Sant'Antonio Mantovano     | 8 aprile 1851    |
| Modena-Gonzaga                    | 21 dicembre 1872 |
| Gonzaga-Motteggiana               | 2 marzo 1873     |
| Sant'Antonio Mantovano-Borgoforte | 21 giugno 1873   |
| Borgoforte-Motteggiana            | 27 giugno 1874   |

Il Ministero, per motivi finanziari, fu invece favorevole alla costruzione di un'unica linea e per questo motivo optò per il ramo settentrionale passante per Peschiera e Desenzano. Del progetto del Negrelli fu mantenuta la possibilità di una diramazione che collegasse Verona a Villafranca e Mantova, nei pressi di Sant'Antonio Mantovano, allo scopo di unire con una strada ferrata due fortezze del quadrilatero austriaco. L'ingegnere trentino stese quindi il progetto della linea ferroviaria che fu inaugurata da Josef Radetzky il 7 aprile 1851 e aperta all'esercizio il giorno seguente.
L'esercizio fu affidato alla Lombardisch-venetianische Staatsbahn (ferrovia statale Lombardo-Veneta) che si stava occupando anche dell'esercizio delle parti completate della Ferdinandea.

### Il progetto per Reggio
L'Imperial Regia Privilegiata Società delle ferrovie lombardo-venete (Kaiserlich königliche privilegierte Lombardisch-venetianische Eisenbahngesellschaft), società costituitasi con i capitali dei gruppi bancari dei Rothschild e dei Talabot, acquisì l'esercizio della linea nel marzo 1856. La compagnia si era impegnata inoltre nella costruzione di una linea ferroviaria che riprendesse l'idea originaria del Negrelli e che quindi percorresse l'itinerario da Milano a Mantova passando per Cremona e Treviglio. Dalla città virgiliana, la linea si sarebbe congiunta nei pressi di Borgoforte ad un'altra strada ferrata in progetto che si sarebbe diramata da Reggio Emilia, sulla costruenda Piacenza-Bologna.

## Caratteristiche
| Continuation backward |

|  | Unknown route-map component "KRWgl" | Unknown route-map component "KRW+r" |

|  | Station on track | Non-passenger station/depot on track |

| Unknown route-map component "vSTR+l-" | Unknown route-map component "dSHI2+l" + Unknown route-map component "v-STRr" | Unknown route-map component "dSHI2glr" | Unknown route-map component "dSHI2+lr" | Unknown route-map component "vSHI2gr-" |

| Unknown route-map component "CONTgq" | Unknown route-map component "dABZqr+r" | Unknown route-map component "vSTR+r-STR" | Unknown route-map component "vSTR-SHI2g+l" | Unknown route-map component "b" + Unknown route-map component "vSHI2r-" |

| Unknown route-map component "CONTgq" | Unknown route-map component "dABZqr+r" | Unknown route-map component "dKRZu" | Unknown route-map component "dSTRr" | Unknown route-map component "vÜSTr" | Unknown route-map component "b" |

| Unknown route-map component "BS2c1" | One way leftward + Unknown route-map component "STRl+4h" | Unknown route-map component "ABZgl+r" + Transverse track + Unknown route-map component "BS2c1" | Unknown route-map component "CONTfq" + Unknown route-map component "dSTRl+4h" |  |

| 111+453 |
| 94+360  |

| Unknown route-map component "SKRZ-Au" |

| Station on track |

|  | Unknown route-map component "eABZgl" | Unknown route-map component "exCONTfq" |

| Unknown route-map component "SKRZ-Au" |

| Station on track |

| Station on track |

| Unknown route-map component "STR+GRZq" |

| Station on track |

| Unknown route-map component "exCONTgq" | Unknown route-map component "eABZg+r" |  |

| Station on track |

| Unknown route-map component "hKRZWae" |

| Station on track |

| Unknown route-map component "CONTgq" | Unknown route-map component "ABZglr" | Unknown route-map component "CONTfq" |

| Stop on track |

| Stop on track |

| Station on track |

| Unknown route-map component "eHST" |

| Unknown route-map component "hKRZWae" |

| Unknown route-map component "eHST" |

|  | Unknown route-map component "ABZg+l" | Unknown route-map component "CONTfq" |

| Station on track |

| Unknown route-map component "CONTgq" | Unknown route-map component "ABZgr" |  |

| Stop on track |

| Station on track |

| Unknown route-map component "STR+GRZq" |

| Stop on track |

| Unknown route-map component "SKRZ-Au" |

|  | Unknown route-map component "eABZg+l" | Unknown route-map component "exLCONTfq" |

| Station on track |

| Station on track |

| Unknown route-map component "exCONTgq" | Unknown route-map component "eABZgr" |  |

| Non-passenger station/depot on track |

| Unknown route-map component "CONTgq" | Unknown route-map component "KRZu" | Unknown route-map component "CONTfq" |

|  | Unknown route-map component "ABZg+l" | Unknown route-map component "KDSTeq" |

| Unknown route-map component "KRW+l" | Unknown route-map component "xKRWgr" |  |

| Stop on track | Unknown route-map component "exSTR" |  |

| Straight track | Unknown route-map component "exHST" |  |

| Unknown route-map component "CONTgq" | Unknown route-map component "ABZg+r" | Unknown route-map component "exSTR" |  |  |

| Non-passenger station/depot on track | Unknown route-map component "exSTR" |  |

| 3+716 |
| 3+676 |

| Unknown route-map component "hKRZWae" | Unknown route-map component "exhKRZWae" |  |

| Unknown route-map component "KRWl" | Unknown route-map component "xKRWg+r" |  |

| Unknown route-map component "CONTgq" | Junction both to and from right |  |

| Station on track |

|  | Unknown route-map component "ABZgl" | Unknown route-map component "STR+r" |

|  | Unknown route-map component "CONTgq" | Unknown route-map component "KRZu" | Unknown route-map component "xABZqr" | Unknown route-map component "exCONTfq" |

|  | Unknown route-map component "eABZgl" | Unknown route-map component "exCONTfq" |

|  | One way leftward | Unknown route-map component "CONTfq" |

La ferrovia è una linea a singolo binario a scartamento ordinario da 1 435 mm ed elettrificata a 3000 volt in corrente continua. Le tratte Verona Porta Nuova-Dossobuono e Quattro Ville-Modena sono a doppio binario.
La gestione della circolazione è affidata al Dirigente Centrale Operativo di Verona Porta Nuova. La stazione di Suzzara è capotronco fra i compartimenti di Bologna e di Verona.
La velocità massima raggiungibile dai treni è di 140 km/h per gran parte del percorso.

## Traffico
La linea è percorsa dai treni regionali che effettuano servizio su due direttrici:
- Mantova-Verona Porta Nuova, esercita da Trenitalia sotto il contratto di servizio stipulato con la regione Veneto;
- Mantova-Modena, esercita dalla nuova società Trenitalia Tper per conto della regione Emilia-Romagna.

Le corse sono cadenzate con frequenza oraria, che sale a trenta minuti sulla relazione Carpi-Modena.
Per i suoi regionali Mantova-Verona Porta Nuova, Trenitalia utilizza gli ETR 104 "Pop" o gli ETR 343, mentre Trenitalia Tper utilizza gli ETR 103/104 "Pop", gli ETR 350 Stadler Flirt e gli ETR 421 "Rock".
La tratta Mantova-Modena è servita anche da una coppia di corse Frecciarossa Mantova-Roma Termini, che impiega un ETR.500.